# Asztéja
Az asztéja szanszkrit szó (अस्तेय), jelentése: nem-lopni. Az ind filozófiában és vallásokban használt szó és erény. A tulajdon tisztelete, az önösség, az egyéni érdekek érvényre juttatásának kiiktatása. A dzsainizmusban az öt fogadalom egyike. 
Az ember minden egyes cselekedete, amivel környezete felé fordul, egyben meghatározza saját életének alakulását is. Aki ártó szándékkal meglopja embertársát, abból hiányzik az az empatikus képesség, amivel mélyen átérezhetné a másik ember szenvedéssel járó megfosztottsági helyzetét. A tradíció szerint a mindenségben lejátszódó jelenségek legrejtettebb történései sem múlnak el nyomtalanul; minden kapcsolatban, összefüggésben áll mindennel. Ez a teljesség törvénye, ami fenntartja a kozmikus rend (rita) harmóniáját, az örök egyensúlyt. Ezért annak, aki valakit meglop, a következő újraszületés során cselekvése visszahatásaként jelentkezik annak "gyümölcse" - a szenvedés. Neki is át kell élnie mindazt, amit cselekedetével okozott másoknak. A dolgok mindig a kiegyenlítésre, az egyensúlyi állapot felé törekednek. Innen érthető az, hogy a hindu ember miért fordított minden esetben különös figyelmet az egyén és a közösség viszonylataira. A tradíciók írásba foglalt "aranymondásai" is ezt támasztják alá (pl. "Amit nem akarsz, hogy mások tegyenek veled, azt te se tedd mással!").
Az asztéját megvalósító egyén tisztult tudata először megfordítja a szokásos emberi értékrendet, és a mások szemében értéktelennek tűnő dolgokban is képes felfedezni azok igazi értékét, másfelől az önmegtagadás (tapasz) pozíciójából a lét minden jelenségét egyenlően ítéli meg, tudván, hogy a tárgyi világ dolgainak minősítését a jelenségek tudati tükröződése határozza meg.
```
"Minden kincs szolgálatára áll annak, akiben az 'asztéja' elve megszilárdult".
[
1
]
```